# ستيفن باكر
ستيفن باكر (بالهولندية: Steven Bakker)‏ هو متسابق يخت هولندي، ولد في 13 أبريل 1949 في روتردام في هولندا.

## وصلات خارجية
- ستيفن باكر على موقع أوليمبيديا (الإنجليزية)